# Sedlice (okres Pelhřimov)
Sedlice (Duits: Sedlitz) is een Tsjechische gemeente in de regio Vysočina, en maakt deel uit van het district Pelhřimov.
Sedlice telt 143 inwoners (2006).
Arneštovice ·
Bácovice ·
Bělá ·
Bohdalín ·
Bořetice ·
Bořetín ·
Božejov ·
Bratřice ·
Budíkov ·
Buřenice ·
Bystrá ·
Cetoraz ·
Čáslavsko ·
Častrov ·
Čejov ·
Čelistná ·
Černov ·
Černovice ·
Červená Řečice ·
Čížkov ·
Dehtáře ·
Dobrá Voda ·
Dobrá Voda u Pacova ·
Dubovice ·
Důl ·
Eš ·
Hojanovice ·
Hojovice ·
Horní Cerekev ·
Horní Rápotice ·
Horní Ves ·
Hořepník ·
Hořice ·
Humpolec ·
Chýstovice ·
Chyšná ·
Jankov ·
Ježov ·
Jiřice ·
Kaliště ·
Kámen ·
Kamenice nad Lipou ·
Kejžlice ·
Koberovice ·
Kojčice ·
Komorovice ·
Košetice ·
Krasíkovice ·
Křeč ·
Křelovice ·
Křešín ·
Leskovice ·
Lesná ·
Lhota-Vlasenice ·
Libkova Voda ·
Lidmaň ·
Litohošť ·
Lukavec ·
Martinice u Onšova ·
Mezilesí ·
Mezná ·
Mladé Bříště ·
Mnich ·
Moraveč ·
Mysletín ·
Nová Buková ·
Nová Cerekev ·
Nový Rychnov ·
Obrataň ·
Olešná ·
Ondřejov ·
Onšov ·
Pacov ·
Pavlov ·
Pelhřimov ·
Píšť ·
Počátky ·
Polesí ·
Pošná ·
Proseč ·
Proseč pod Křemešníkem ·
Putimov ·
Rodinov ·
Rovná ·
Rynárec ·
Řečice ·
Salačova Lhota ·
Samšín ·
Sedlice ·
Senožaty ·
Staré Bříště ·
Stojčín ·
Střítež ·
Střítež pod Křemešníkem ·
Svépravice ·
Syrov ·
Těchobuz ·
Těmice ·
Ústrašín ·
Útěchovice pod Stražištěm ·
Útěchovice ·
Útěchovičky ·
Včelnička ·
Velká Chyška ·
Velký Rybník ·
Veselá ·
Věžná ·
Vojslavice ·
Vokov ·
Vyklantice ·
Vyskytná ·
Vysoká Lhota ·
Vystrkov ·
Zachotín ·
Zajíčkov ·
Zhořec ·
Zlátenka ·
Želiv ·
Žirov ·
Žirovnice